# Tmesisternus conicicollis
Tmesisternus conicicollis là một loài bọ cánh cứng trong họ Cerambycidae.